# Protestas en Dongzhou de 2005-2006
Las protestas en Dongzhou de 2005-2006 se refieren a una serie de protestas que tuvieron lugar durante siete meses hasta diciembre de 2005 en Dongzhou (东洲), un subdistrito de la prefectura de Shanwei, provincia de Cantón, China. Las protestas se organizaron en oposición a los planes del gobierno de construir una nueva planta de energía en la bahía. El resultado fue la muerte a tiros de varios residentes la noche del 6 de diciembre de 2005 a manos de la Policía Armada Popular. Se desconoce el número de muertos, y diferentes fuentes mencionan entre tres y varias docenas de muertes. Las protestas se reanudaron en noviembre de 2006.

## Eventos
Las protestas se llevaron a cabo por agricultores locales que estaban descontentos con la falta de compensación por las tierras expropiadas para la construcción de la planta. Según los informes, también estaban preocupados por el potencial de contaminación que afecta a sus cultivos, mientras que los pescadores sintieron que su sustento se vería afectado negativamente por las modificaciones en la bahía.
Según Xinhua, la Oficina de Información del gobierno de Shanwei describió el incidente como una "grave violación de la ley", en la que Huang Xijun, Lin Hanru y Huang Xirang encabezaron a los manifestantes para atacar a la policía con cuchillos, bombas de gasolina y otros artefactos explosivos. Xinhua informó que la policía hizo disparos de advertencia pero, en la confusión que siguió al anochecer, las personas fueron alcanzadas por error.
Los aldeanos locales negaron estos relatos e informaron que los manifestantes pueden haber utilizado fuegos artificiales ordinarios como parte de su protesta. Los aldeanos también alegaron que las autoridades habían "reclutado a matones de grupos del crimen organizado local para ayudar a sofocar la manifestación", además de las fuerzas de seguridad regulares.

## Víctimas
La agencia oficial de noticias New China declaró que tres personas murieron y otras ocho resultaron heridas, pero hay otros informes que citaban a residentes diciendo que hasta 20 personas habían muerto.
Hubo informes de que las autoridades locales se negaron a devolver los cuerpos a las familias y, en algunos casos, ofrecieron dinero a los residentes para que dejaran de pedir los cuerpos. También se informó que el 9 de diciembre, muchos residentes sostenían varitas de incienso y se arrodillaban frente a las barricadas de la policía en el subdistrito, pidiendo los cuerpos de sus seres queridos para un entierro adecuado. Estas solicitudes fueron rechazadas. El South China Morning Post citó a algunos residentes que dijeron que los funcionarios estaban intentando ocultar el número de muertos.

## Consecuencias
El 11 de diciembre de 2005, el gobierno chino anunció que un comandante de policía fue detenido por manejar mal la protesta y causar muertos y heridos. Ta Kung Pao informó el 13 de diciembre que, según la estación de televisión Shanwei a través de Agence France Presse, Wu Sheng, el subdirector del Departamento de Policía de Shanwei, fue detenido penalmente por la oficina del fiscal por manejar mal el evento. Según la televisión local a través de The Washington Post, nueve residentes también fueron arrestados.
Hasta ahora, las noticias han sido seguidas de cerca por los medios de comunicación de Hong Kong, Taiwán, chinos disidentes y extranjeros, pero han recibido menor cobertura en los medios de China continental.
En junio de 2006, The New York Times informó que 19 residentes habían sido procesados por los disturbios, y 7 habían recibido largas condenas por alterar el orden público. Esto se tomó como una prueba de que el gobierno chino encubrió la verdadera naturaleza de los disparos. No se informó ampliamente sobre el juicio y los lugareños dijeron que los presionaron constantemente para que no hablaran de lo que sucedió en 2005. Las obras de construcción de la planta se reanudaron después de que terminaron las protestas, sin que se entregue ninguna compensación. Tampoco se ha llevado a cabo ninguna investigación pública sobre los disparos.
En noviembre de 2006, la BBC informó que la tensión estaba aumentando nuevamente en Dongzhou. El informe decía que los residentes habían tomado como rehenes a ocho funcionarios locales después de que un residente fuera detenido. Dos días después, Radio Free Asia informó que los funcionarios habían sido puestos en libertad tras una redada policial al amanecer, pero que se había detenido a más residentes. Poco después, un evento similar tuvo lugar en otra aldea de Cantón, donde los residentes intentaron detener a los funcionarios en una disputa sobre una indemnización por la pérdida de tierras agrícolas. Claramente, los eventos en Dongzhou no son un caso aislado, sino parte de una ola en curso de protestas contra el acaparamiento de tierras en China, que el primer ministro Wen Jiabao ha reconocido es un "error histórico".